# Laobu
Laobu (kinesiska: 老堡乡, 老堡) är en socken i Kina. Den ligger i den autonoma regionen Guangxi, i den södra delen av landet, omkring 340 kilometer norr om regionhuvudstaden Nanning. Antalet invånare är 12396. Befolkningen består av 5 922 kvinnor och 6 474 män. Barn under 15 år utgör 20,0 %, vuxna 15-64 år 68 %, och äldre över 65 år 10,0 %.
Genomsnittlig årsnederbörd är 2 280 millimeter. Den regnigaste månaden är juni, med i genomsnitt 428 mm nederbörd, och den torraste är oktober, med 74 mm nederbörd.